# Fenicuma
Fenikuma – stop metali wykorzystywany w produkcji żarówek i elektrod neonów. Nazwa pochodzi od symboli pierwiastków chemicznych użytych do produkcji stopu, Fe + Ni + Cu +  Mn (FeNiCuMn) lub Fe + Ni + Cu + Mg (FeNiCuMg).
Stop ten, jako jeden z niewielu, łączy się ze szkłem w sposób szczelny uniemożliwiając dehermetyzację wnętrza żarówki lub neonu.  Ze względu na małą odporność fizyczną, stop jest wykorzystywany tylko na odcinku, na którym musi przywrzeć do szkła, żarnik żarówki i przewody podłączeniowe są dospawane. Fenikumy się nie lutuje.